# روبيكو بافيسي (بافيا)
روبيكو بافيسي (بالإيطالية: Robecco Pavese)‏ هي بلدة تقع في مقاطعة بافيا بإقليم لومبارديا في شمال إيطاليا. تبلغ مساحة هذه المدينة 6.9 (كم²)، وترتفع عن سطح البحر 75 م، بلغ عدد سكانها 545 نسمة في عام 2005 حسب إحصاء المعهد الوطني للإحصاء.

## السكان
في سنة 1861 بلغ عدد السكان 942 نسمة، وتطور العدد ليصل في سنة 2011 لـ 569 نسمة.
يظهر هذا المخطط البياني تطور النمو السكاني لـ روبيكو بافيسي (بافيا)